# Grušić
Grušić (cyr. Грушић) – wieś w Serbii, w okręgu maczwańskim, w mieście Šabac. W 2011 roku liczyła 754 mieszkańców.